# Усманов, Абиджан
Абиджан Усманов — советский хозяйственный, государственный и политический деятель.

## Биография
Родился на территории современного Узбекистана. Член КПСС.
С 1931 года — на хозяйственной, общественной и политической работе. В 1931—1960 гг. — сельскохозяйственный и партийный работник в Узбекской ССР, секретарь парткома Ташлакской машинно-тракторной станции, первый секретарь Паст-Даргомского райкома КП(б)/КП Узбекистана Самаркандской области, первый секретарь Ак-Курганского райкома КП Узбекистана Ташкентской области.
Избирался депутатом Верховного Совета СССР 3-го созыва.
Умер после 1960 года.